# 婦羅理駅
婦羅理駅（ふらりえき）は、かつて北海道根室市（開業当時は根室支庁花咲郡歯舞村）に存在した根室拓殖鉄道の駅（廃駅）である。

## 歴史
- 1929年（昭和4年）
  - 10月16日 - 根室拓殖軌道の終着駅として開業。
  - 12月27日 - 当駅 - 歯舞駅間が延伸開業。中間駅となる。
- 1945年（昭和20年）4月1日 - 根室拓殖鉄道の駅となる。
- 1959年（昭和34年）6月20日 - 根室拓殖鉄道廃止により廃駅。

## 駅周辺
当駅付近には、1962年（昭和37年）まで操業していた雪印乳業歯舞工場があった。
工場跡には歯舞新光会館が建っている。

### アクセス
- 根室交通バス納沙布線フラリ停留所[1]

## 隣の駅
根室拓殖鉄道
根室拓殖鉄道線
沖根婦駅 - 婦羅理駅 - 歯舞駅
- 沖根婦駅との間には、沖根部仮乗降場、引臼仮乗降場があった（1932年8月設置）。